# Храмы Древнего Египта

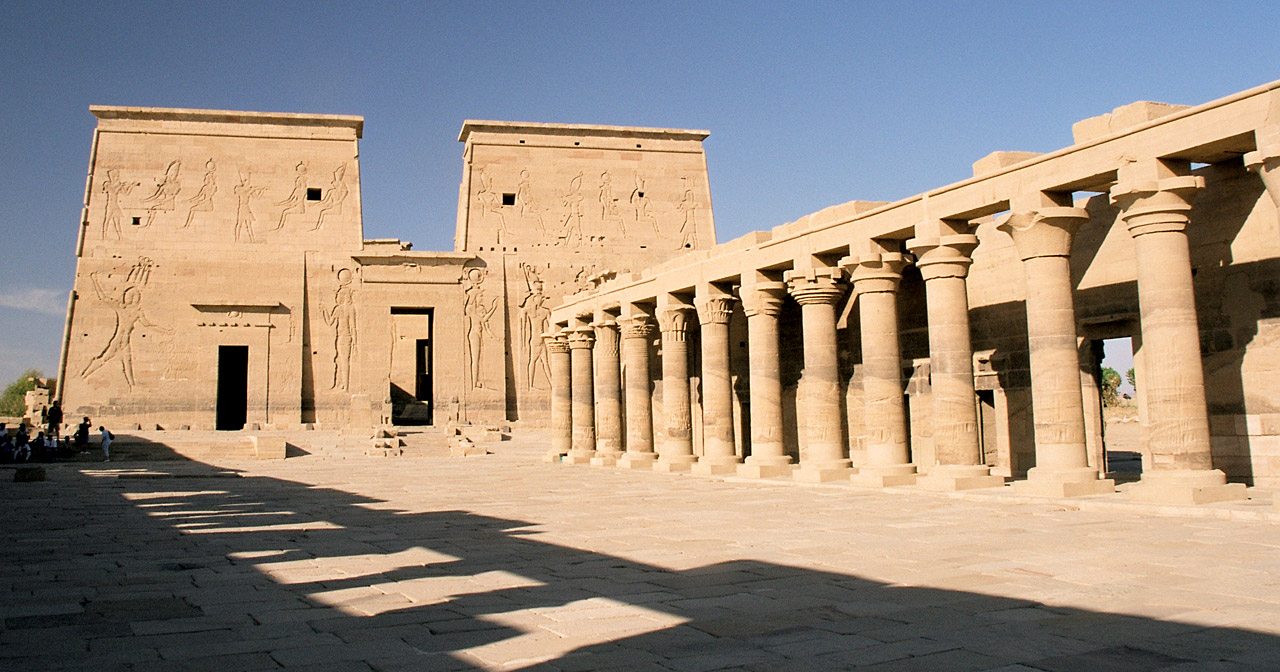
Храм богини Исиды с пилонами и гипостильным залом на острове Филе.

Храмы Древнего Египта — культовые сооружения древних египтян, специально построенные для поклонения богам и поминания фараонов. Храмовые постройки расположены по всей территории Древнего Египта и в тех областях, которые зависели от этого государства в различные исторические эпохи.

## Описание

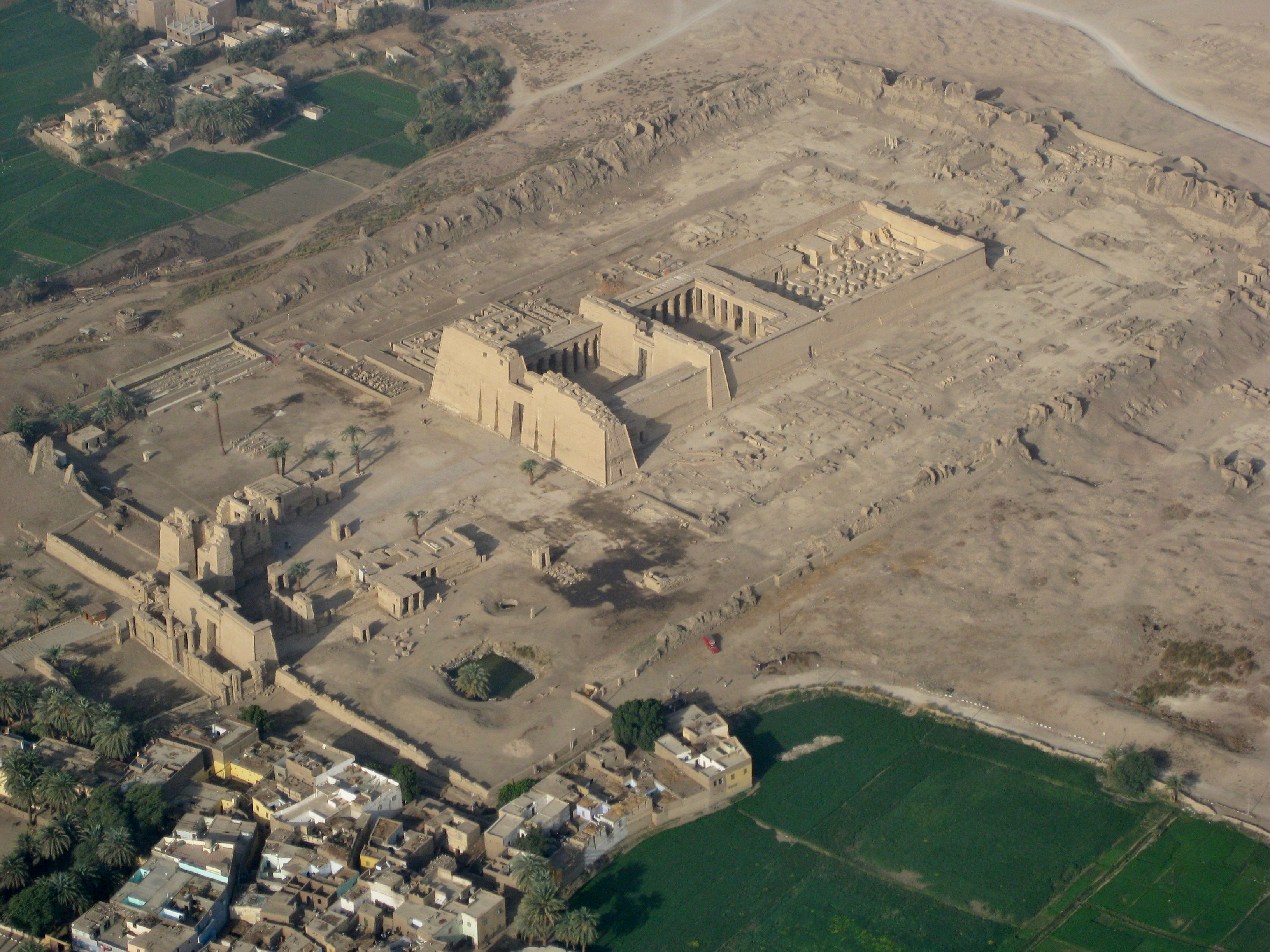
Храм Рамсеса III с дополнительными пристройками по периметру, Мединет-Абу

Обычно храмы рассматривались как дома для богов или царей, которым они были посвящены. В них египтяне проводили всевозможные религиозные ритуалы, совершали подношения богам, воспроизводя сцены из мифологии через различные праздники, и выполняли действия, направленные на отведение сил хаоса. Все эти ритуалы считались необходимыми для богов, для поддержания Маат — божественного порядка вселенной.
Олицетворявший модель мира храм по архитектурным канонам символизировал определённые религиозные представления древних египтян: потолок означал небо, стены - поля Иалу, пол - загробное царство.
Обеспечение жильём и забота о богах входили в обязанности фараона, который собирал большие ресурсы для строительства и обслуживания храмов. В случае необходимости, фараон передавал большинство своих ритуальных обязанностей жрецам. Простые египтяне не могли принимать участия в ритуальных церемониях и им было запрещено входить в самые священные места храма. Тем не менее, храм был важным религиозным местом для всех классов египтян, которые приходили туда чтобы помолиться, совершали подношения и пытались получить пророческие указания.
«Древнеегипетский храм, в отличие от греческого, никогда не был завершённым сооружением, а постоянно разрастался за счёт новых пилонов, святилищ и залов, которые возводил следующий правитель».

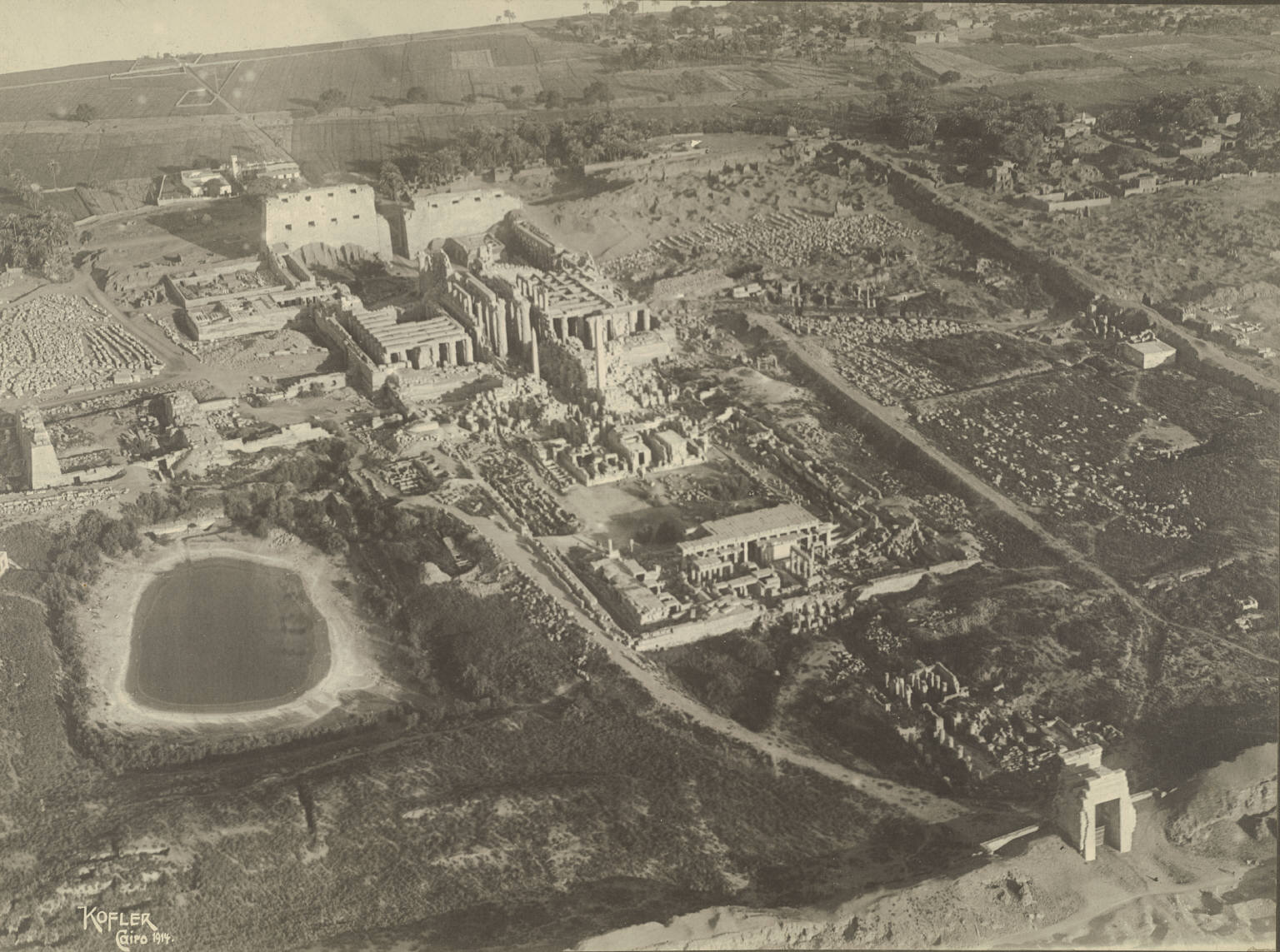
Один из крупнейших храмовых комплексов в Карнаке.

Одним из наиболее важных мест храма было святилище, в котором обычно находились культовые изображения и статуи богов. Помещения расположенные снаружи храма с течением времени росли и всё более усложнялись, поэтому храм превратился из небольшого святилища в конце Додинастического периода в гигантский храмовый комплекс в Новом царстве (ок. 1550—1070 годы до н. э.). Эти сооружения являются примером крупнейших и наиболее устойчивых сооружений древнеегипетской архитектуры. Каждый элемент и деталь храма выполнены в соответствии с религиозной символикой египтян. Конструкция храма включала в себя ряд закрытых залов и открытых площадок. У входа располагались массивные пилоны, которые были выравнены вдоль пути, по которому проходили праздничные процессии. За стенами храма располагались ограждения и ряд дополнительных зданий.
Большим храмам принадлежали не менее крупные земельные участки, на которых работали простые люди, обеспечивавшие материальные нужды храма. Храмы являлись главными как религиозными, так и экономическими центрами. Жрецы, управлявшие этими мощными структурами, обладали большим влиянием, и, несмотря на их «условное» подчинение фараону, порой бросали вызов его власти.
Строительство храмов в Египте продолжалось, несмотря на понижение численности населения и окончательную потерю независимости в период Римской империи. С приходом христианства, египетская религия стала подвергаться всё большим нападкам со стороны христиан, стали закрываться храмы, последний из которых был закрыт для посещения в 550 году нашей эры. С течением времени, старые здания опустели и стали разрушаться. Но в начале XIX века в Европе вспыхнула новая волна интереса к Египту, что привело к зарождению науки египтологии и стало привлекать всё большее количество посетителей.
Десятки храмов сохранились до наших дней, некоторые стали всемирно известными туристическими достопримечательностями. Туризм приносит немалые доходы в казну современной египетской экономики. Египтологи продолжают и в наши дни изучать руины и сохранившиеся храмы древнейшей цивилизации, так как они являются бесценным источником информации о древнеегипетском обществе.

## Назначение
Слово «храм» (ḥwt-nṯr, «дом бога») египтяне чаще всего использовали для обозначения здания храма. Возводимые храмы строились не для фараона или богов, а их Ка. Божественный Ка находился к людям ближе, нежели само божество. Поэтому, например, в Мемфисе почитался не сам священный бык Апис, а его Ка.
Древние египтяне верили, что присутствие бога в храме соединяет человеческий мир с божественным и позволяет общаться с богом посредством ритуальных действий. Эти ритуалы поддерживали жизнь бога и позволяли ему продолжать играть свою роль в природе. Цель египетской религии заключалась в поддержании Маат — совершенного устройства природы и человеческого общества, эта же цель была и у храмов.
Фараону была доверена собственная божественная сила, поэтому он, как священный правитель, считался представителем от всего Египта к богам и наиболее важным сторонником истины. Теоретически, в его обязанности могло входить выполнение храмовых обрядов. В то же время неизвестно насколько часто фараон мог принимать участие в подобного рода церемониях. Наличие большого количества храмов на территории Египта делало невозможным его присутствие во всех них, поэтому в большинстве случаев эти обязанности отводились жрецам. Тем не менее фараон был обязан поддерживать, содержать и расширять храмы по всему государству.
В обязанности служителей храмов входило проведение и сопровождение религиозных празднеств и церемоний, среди которых Праздник Опет, Хеб-сед, Праздник Мин и др.
Помимо этого в храмах располагались Дома жизни, служившие архивами, скрипториями, где работали писцы, а также образовательными учреждениями.